# Zatoka Wlorska
Zatoka Wlorska (alb. Gjiri i Vlorës) – zatoka Morza Adriatyckiego, położona u wybrzeży Albanii, w Cieśninie Otranto. Jest największą zatoką Albanii, ma 19 km długości, 9,5 km szerokości i do 54 m głębokości. Od zachodu jest ograniczona przez Półwysep Karaburun. Nad wybrzeżem zatoki leżą miasta Wlora i Orikum. U wejścia do zatoki leży wyspa Sazan. Zachodnia część wybrzeża zatoki, rozciągająca się wzdłuż Półwyspu Karaburun, jest typu abrazyjnego i skalistego, podczas gdy wschodnia część składa się z niskiego, piaszczystego wybrzeża, zawierającego szereg dużych i małych plaż. Wody w zatoce osiągają temperaturę od 13°C w porze zimowej do 25°C w miesiącach letnich. Zatoka posiada dobre warunki do cumowania i żeglugi dla wszystkich typów jednostek pływających. Pływy morskie w zatoce są nieregularne, półdobowe i osiągają do 0,4 m wysokości.

## Fauna i flora
Zatoka jest uważana za ważne miejsce dla lęgów ptaków drapieżnych i w 2000 roku jej teren został uznany za ostoję ptaków IBA. W latach 1991 i 1996 zaobserwowano w niej występowanie ścierwnika, gadożera, orła przedniego oraz orła południowego.
W piaszczystym i mulistym infralitoralu zatoki występują trawy morskie z gatunków Posidonia oceanica, Cymodocea nodosa oraz Zostera noltii. Wraz z regresją łąk trawy morskiej Posidonia oceanica następuje masowy wzrost inwazyjnego gatunku algi Caulerpa racemosa, która rozwija się głównie na pozostałościach martwej roślinności, na głębokościach od 2 do 15 metrów. W Zatoce Wlorskiej występuje również gatunek Halophila stipulacea, pochodzący z Oceanu Indyjskiego, będący gatunkiem inwazyjnym w basenie Morza Śródziemnego.

## Działalność człowieka
Do 1992 roku na wybrzeżu zatoki we Wlorze działała fabryka PVC, która uwalniała do zatoki znaczne ilości rtęci i żelaza. Według raportu opublikowanego w styczniu 2013 roku, stężenie tych szkodliwych substancji w zatoce jest nawet czterokrotnie wyższe niż dopuszczalny poziom ustalony przez agencję Environmental Protection Agency. Jak dotąd władze nie podjęły żadnych działań w celu zwalczania tego zanieczyszczenia.